# Шильнов, Иван Григорьевич
Ива́н Григо́рьевич Шильно́в (22 января 1906, Лунино, Пензенская губерния — 2 января 1974, Саратов) — полковник Советской Армии, участник Великой Отечественной войны, Герой Советского Союза (1943). Командир 1669-го армейского истребительно-противотанкового артиллерийского полка (7-я гвардейская армия, Степной фронт).

## Биография
Родился 22 января 1906 года в селе Лунине, ныне — посёлок городского типа Пензенской области. Русский. Окончил 7 (по другим данным, 5) классов школы 2-й ступени. Работал в сельском хозяйстве.
В Красной Армии с 1928 года. Член ВКП(б)/КПСС с 1932 года. В 1933 году окончил Московскую артиллерийскую школу имени Л. Б. Красина.
Участник Великой Отечественной войны с июня 1942 года. Воевал на Сталинградском, Воронежском, Степном, 2-м и 3-м Украинских фронтах. Принимал участие в Сталинградской и Курской битвах, освобождении Украины, Молдавии, Румынии, Венгрии, Чехословакии, разгроме врага на территории Австрии.
В ночь на 3 октября 1943 года противотанковый полк Шильнова приступил к форсированию Днепра в районе села Старый Орлик. Переправа через Днепр проходила под огнём артиллерии и ударами ночной бомбардировочной авиации противника. Однако артиллеристы преодолели реку и заняли огневые позиции на назначенном рубеже. На рассвете более полка пехоты неприятеля с 40 танками устремились в атаку, но артиллеристы отбили нападение, уничтожив 15 машин, а затем в течение дня отбили ещё шесть контратак. В течение 12 дней полк Шильнова удерживал занимаемые рубежи, уничтожив десятки танков и сотни солдат неприятеля.
За образцовое выполнение боевых заданий командования и массовый героизм личного состава, проявленный в боях с фашистами, полк Шильнова был удостоен почётного наименования «Кировоградский» и награждён орденами Красного Знамени, Богдана Хмельницкого 2-й степени, Суворова 3-й степени и Александра Невского.
Звание Героя Советского Союза с вручением ордена Ленина и медали «Золотая Звезда» (№ 1384) Ивану Григорьевичу Шильнову присвоено 26 октября 1943 года за умелое руководство полком при форсировании Днепра, захвате и удержании плацдарма на западном берегу реки и проявленные при этом отвагу и мужество.

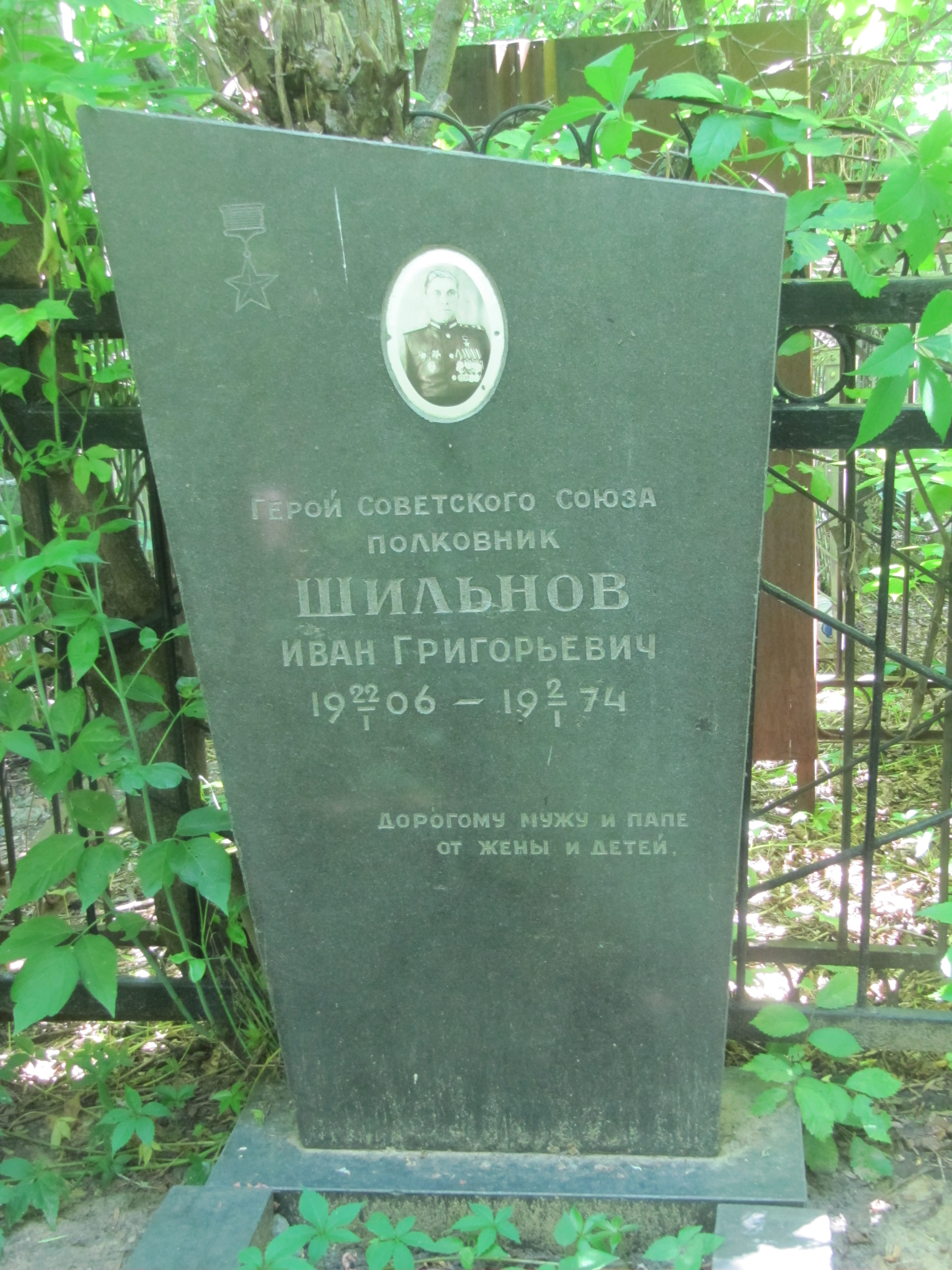
Памятник на Воскресенском кладбище

В 1949 году И. Г. Шильнов окончил Высшую офицерскую артиллерийскую школу. Из армии уволился по болезни. Полковник в отставке.
Жил в городе Саратове. Работал старшим инженером Транспортного управления Приволжского совнархоза. Умер 2 января 1974 года и похоронен на Воскресенском кладбище Саратова.
Награждён орденом Ленина (1953), тремя орденами Красного Знамени (1943, 1944, 1948), орденами Отечественной войны 1-й степени (1944), Красной Звезды (1944), медалями «За оборону Сталинграда», «За взятие Будапешта», «За взятие Вены» и тремя другими медалями.
На родине, в посёлке Лунино установлен бюст Героя. В городе Саратове на проспекте Кирова, д. 52 — мемориальная доска.